# Csücskösásóbéka-félék

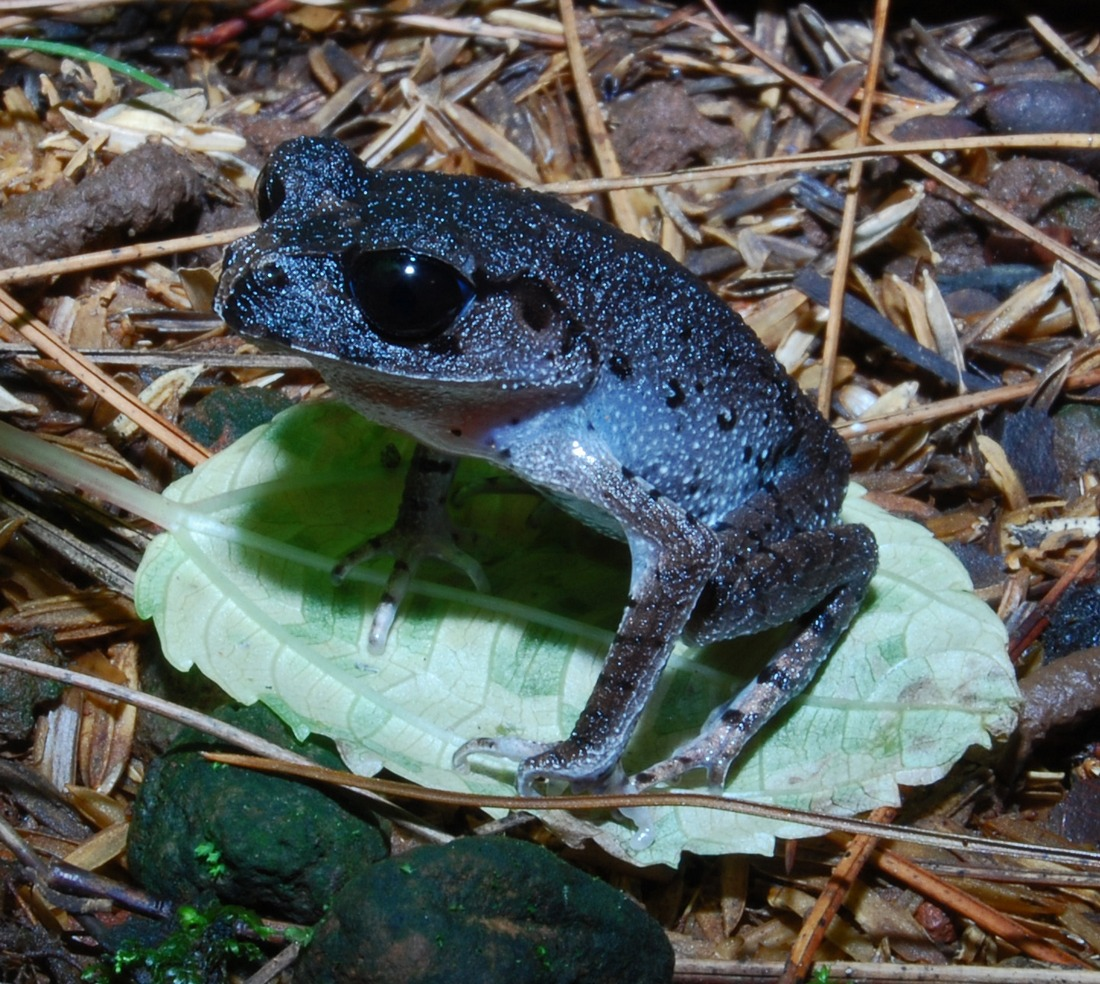
Leptobrachium hasseltii

A csücskösásóbéka-félék (Megophryidae) a kétéltűek (Amphibia) osztályába és  a békák (Anura) rendjébe tartozó  család.

## Rendszerezés
A családba az alábbi 11 nem és 123 faj tartozik:
- Atympanophrys (Tian & Hu, 1983) – 2 faj
  - Atympanophrys gigantica
  - Atympanophrys shapingensis

- Brachytarsophrys (Tian & Hu, 1983) – 5 faj
  - Brachytarsophrys carinensis
  - Brachytarsophrys chuannanensis
  - Brachytarsophrys feae
  - Brachytarsophrys intermedia
  - Brachytarsophrys platyparietus

- Leptobrachella (Smith, 1925) – 7 faj
  - Leptobrachella baluensis
  - Leptobrachella brevicrus
  - Leptobrachella mjobergi
  - Leptobrachella natunae
  - Leptobrachella palmata
  - Leptobrachella parva
  - Leptobrachella serasanae

- Leptobrachium (Tschudi, 1838) – 12 faj
  - Leptobrachium abbotti
  - Leptobrachium banae
  - Leptobrachium chapaense
  - Leptobrachium gunungense
  - Leptobrachium hainanense
  - Leptobrachium hasseltii
  - Leptobrachium hendricksoni
  - Leptobrachium montanum
  - Leptobrachium nigrops
  - Leptobrachium pullum
  - Leptobrachium smithi
  - Leptobrachium xanthospilum

- Leptolalax (Dubois, 1980) – 18 faj
  - Leptolalax alpinus
  - Leptolalax arayai
  - Leptolalax bourreti
  - Leptolalax dringi
  - Leptolalax gracilis
  - Leptolalax hamidi
  - Leptolalax heteropus
  - Leptolalax kajangensis
  - Leptolalax liui
  - Leptolalax maurus
  - Leptolalax nahangensis
  - Leptolalax oshanensis
  - Leptolalax pelodytoides
  - Leptolalax pictus
  - Leptolalax pluvialis
  - Leptolalax sungi
  - Leptolalax tuberosus
  - Leptolalax ventripunctatus

- Megophrys (Kuhl & Hasselt, 1822) – 6 faj
  - Megophrys edwardinae
  - Megophrys kobayashii
  - Megophrys ligayae
  - Megophrys montana
  - csücskös ásóbéka (Megophrys nasuta)
  - Megophrys stejnegeri

- Ophryophryne (Boulenger, 1903) – 4 faj
  - Ophryophryne gerti
  - Ophryophryne hansi
  - Ophryophryne microstoma
  - Ophryophryne pachyproctus

- Oreolalax (Myers & Leviton, 1962) – 17 faj
  - Oreolalax chuanbeiensis
  - Oreolalax granulosus
  - Oreolalax jingdongensis
  - Oreolalax liangbeiensis
  - Oreolalax lichuanensis
  - Oreolalax major
  - Oreolalax multipunctatus
  - Oreolalax nanjiangensis
  - Oreolalax omeimontis
  - Oreolalax pingii
  - Oreolalax popei
  - Oreolalax puxiongensis
  - Oreolalax rhodostigmatus
  - Oreolalax rugosus
  - Oreolalax schmidti
  - Oreolalax weigoldi
  - Oreolalax xiangchengensis

- Scutiger (Theobald, 1868) – 18 faj
  - Scutiger adungensis
  - Scutiger bhutanensis
  - Scutiger boulengeri
  - Scutiger brevipes
  - Scutiger chintingensis
  - Scutiger glandulatus
  - Scutiger gongshanensis
  - Scutiger jiulongensis
  - Scutiger liupanensis
  - Scutiger maculatus
  - Scutiger mammatus
  - Scutiger muliensis
  - Scutiger nepalensis
  - Scutiger ningshanensis
  - Scutiger nyingchiensis
  - Scutiger pingwuensis
  - Scutiger sikimmensis
  - Scutiger tuberculatus

- Vibrissaphora (Liu, 1945) – 5 faj
  - Vibrissaphora ailaonica
  - szárazbéka (Vibrissaphora boringii)
  - Vibrissaphora echinata
  - Vibrissaphora leishanensis
  - Vibrissaphora liui

- Xenophrys (Günther, 1864) – 29 faj    
  - Xenophrys aceras
  - Xenophrys auralensis
  - Xenophrys baluensis
  - Boettger-ásóbéka (Xenophrys boettgeri)
  - Xenophrys brachykolos
  - Xenophrys caudoprocta
  - Xenophrys daweimontis
  - Xenophrys dringi
  - Xenophrys glandulosa
  - Xenophrys jingdongensis
  - Xenophrys kempii
  - Xenophrys kuatunensis
  - Xenophrys longipes
  - Xenophrys major
  - Xenophrys mangshanensis
  - Xenophrys medogensis
  - Xenophrys minor
  - Xenophrys nankiangensis
  - Omei-ásóbéka (Xenophrys omeimontis)
  - Xenophrys pachyproctus
  - Xenophrys palpebralespinosa
  - Xenophrys parva
  - Xenophrys robusta
  - Xenophrys shuichengensis
  - Xenophrys spinata
  - Xenophrys wawuensis
  - Xenophrys wuliangshanensis
  - Xenophrys wushanensis
  - Xenophrys zhangi